# Breckenridge Hills
Breckenridge Hills és una població dels Estats Units a l'estat de Missouri. Segons el cens del 2000 tenia 4.817 habitants.

## Demografia
Segons el cens del 2000, Breckenridge Hills tenia 4.817 habitants, 1.999 habitatges, i 1.211 famílies. La densitat de població era de 2.268,1 habitants per km².
Dels 1.999 habitatges en un 31,8% hi vivien nens de menys de 18 anys, en un 33,4% hi vivien parelles casades, en un 22,3% dones solteres, i en un 39,4% no eren unitats familiars. En el 31,4% dels habitatges hi vivien persones soles el 8,2% de les quals corresponia a persones de 65 anys o més que vivien soles. El nombre mitjà de persones vivint en cada habitatge era de 2,41 i el nombre mitjà de persones que vivien en cada família era de 3,04.
Per edats la població es repartia de la següent manera: un 27,6% tenia menys de 18 anys, un 10% entre 18 i 24, un 32,8% entre 25 i 44, un 19,1% de 45 a 60 i un 10,6% 65 anys o més.
L'edat mediana era de 33 anys. Per cada 100 dones de 18 o més anys hi havia 85,3 homes.
La renda mediana per habitatge era de 34.671 $ i la renda mediana per família de 41.515 $. Els homes tenien una renda mediana de 27.487 $ mentre que les dones 22.743 $. La renda per capita de la població era de 16.847 $. Entorn del 15,2% de les famílies i el 17,3% de la població estaven per davall del llindar de pobresa.

## Poblacions més properes
El següent diagrama mostra les poblacions més properes.